# Christian Bourquin
Christian Bourquin (Saint-Féliu-d'Amont, 7 de octubre de 1954-Montpellier, 26 de agosto de 2014) fue un político francés.

## Biografía
En 1973 ingresó en la Escuela Nacional Superior de Artes e Industrias de Estrasburgo, donde se graduó como ingeniero en topografía. En 1977 entró a trabajar como ingeniero territorial en el ayuntamiento de Montpellier y fue fichado por el entonces alcalde socialista Georges Frêche como miembro de su equipo político. Fue elegido consejero general del departamento de los Pirineos Orientales en 1994, del que llegó a la presidencia en 1998. 
Fue elegido alcalde de Millas en 1995, cargo que ocupó hasta 2001, y obtuvo un escaño en la Asamblea Nacional en 1997. Fue elegido miembro del consejo regional de Languedoc-Rosellón en 2004 y en noviembre de 2010, tras el fallecimiento de su predecesor Georges Frêche, fue elegido presidente, ocupando el cargo hasta su fallecimiento el 26 de agosto de 2014 a causa de un cáncer. Se opuso a la prohibición de la tauromaquia en Cataluña y al proyecto del también socialista Manuel Valls de fusionar la región de Languedoc-Rosellón con Mediodía-Pirineos.